# St. Prosper (Gehlenberg)

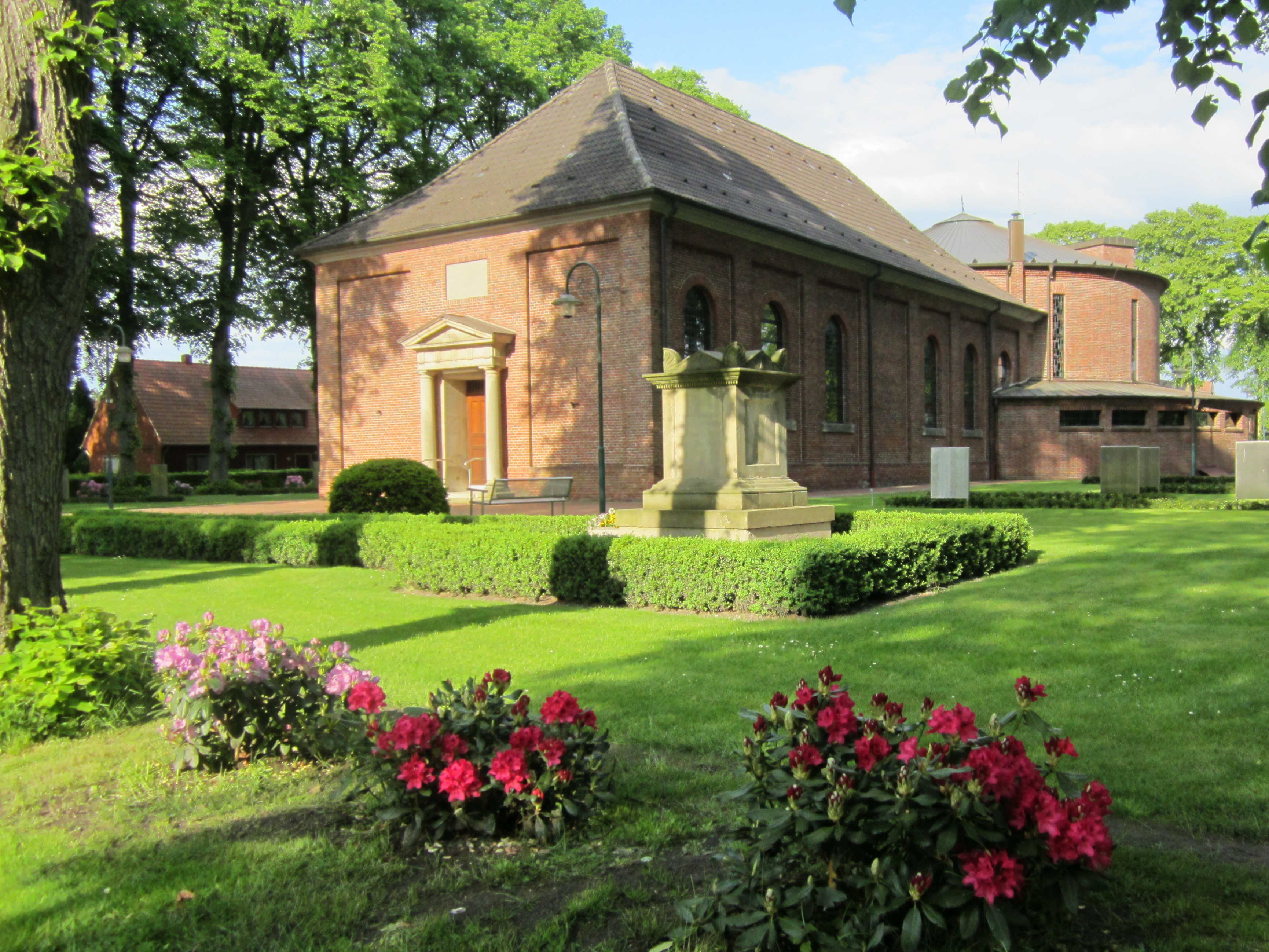
Ansicht von Südwesten

St. Prosper in Gehlenberg, Stadt Friesoythe, ist die Pfarrkirche der katholischen Kirchengemeinde St. Prosper, die dem Dekanat Emsland-Nord des Bistums Osnabrück angehört.

## Geschichte
Das Herzogtum Arenberg-Meppen plante ab 1806 den Bau einer Kirche in dem 1788 im Zuge der Moorkolonisierung gegründeten Neuarenberg. 1827 erhielt der Architekt Josef Niehaus im Alter von 25 Jahren den Auftrag für seinen ersten Kirchenneubau. Der Grundstein wurde am 28. Mai 1829 gelegt, am 7. November 1831 waren die Bauarbeiten abgeschlossen. Große Unterstützung hatte der Bau durch den Herzog Prosper Ludwig von Arenberg und seine zweite Frau, Herzogin Ludmilla erfahren. Zum Dank wurde die Kirche nach den Namenspatronen der beiden, den Heiligen Prosper und Ludmilla benannt.
1931 wurde die Kirche durch Theo Burlage nach Osten erweitert.

## Beschreibung

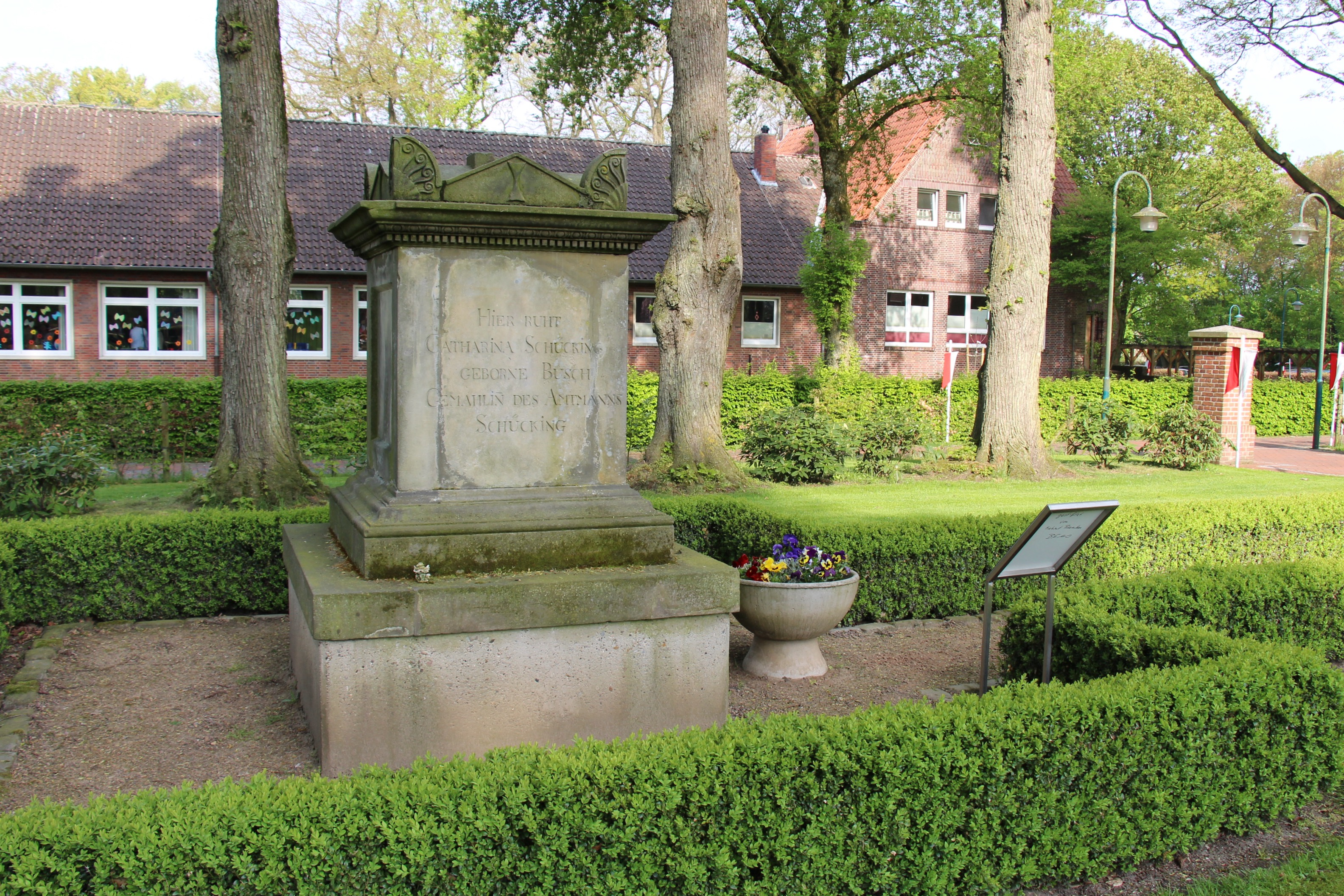
Grabdenkmal für Katharina Schücking

Die klassizistische Saalkirche aus rotem Backstein mit Walmdach wird durch Lisenen in sieben Felder gegliedert, in denen sich rundbogige Fenster befinden. Das Zentrum der Westseite bildet ein Portal aus Sandstein mit zwei dorischen Säulen, einem Architrav und einem Dreiecksgiebel.
Die Erweiterung aus dem Jahr 1931 ist ein Rundbau, dessen Durchmesser größer ist als die Breite des alten Kirchensaals. Sie ist ebenfalls aus Ziegeln erbaut und besitzt ein mit Kupfer gedecktes Kegeldach. Im Scheitelpunkt des Rundbaus gibt es noch eine Erweiterung durch ein vorgesetztes hohes Kreissegment, das im Innern den Altarbereich erweitert und ihn indirekt beleuchtet. Im oberen Bereich erkennt man Schallöffnungen für Glocken. Im Gegensatz zu zahlreichen Kirchen besitzt St. Prosper keinen eigenen Glockenturm.
Im Innern befindet sich auf der Empore über dem Eingangsbereich im alten Kirchensaal asymmetrisch eine Orgel, die 1976 von Fleiter Orgelbau gebaut wurde. 15 Register klingen auf zwei Manualen und Pedal.
Auf dem Friedhof neben der Kirche steht das Grabdenkmal der westfälischen Dichterin Katharina Sibylla Schücking (1791–1831), das wahrscheinlich auch von Josef Niehaus entworfen wurde.